# Bienne
Bienne (ufficialmente Biel/Bienne, in cui Biel è la denominazione in tedesco e Bienne quella in francese; in italiano Bienna, desueto; in romancio Bienna) è un comune svizzero di 56 640 abitanti del Canton Berna, nella regione del Seeland (circondario di Bienne, del quale è il capoluogo); ha lo status di città.
È la decima città della Svizzera per numero di abitanti ed è la città elvetica bilingue (cioè con due lingue ufficiali usate affiancate) più popolosa (56,54% di germanofoni e 32,69% di francofoni), a cavallo della frontiera linguistica fra la Svizzera tedesca e quella romanda.

## Geografia fisica
Situata ai piedi dei primi contrafforti del Massiccio del Giura, è affacciata sull'estremità nordorientale del Lago di Bienne.

## Origine del nome
Il toponimo deriva dal gallico Belena.

## Storia
Nel 1900 ha inglobato il comune soppresso di Vingelz, nel 1917 quello di Bözingen, nel 1920 quelli di Madretsch e Mett.
Nel 2002 è stata una delle città organizzatrici dell'esposizione nazionale EXPO.02 con le città di Neuchâtel, Yverdon-les-Bains e Morat; Bienne è stata il capoluogo dell'omonimo distretto fino alla sua soppressione nel 2009.

## Monumenti e luoghi d'interesse
- Chiesa riformata (già di San Benedetto), attestata dal 1228 e ricostruita nel 1451-1470 in stile tardogotico nella città vecchia[2];
- La città vecchia (Altstadt) e i suoi monumenti[2];
- Pavillon Felseck, monoptero del XIX secolo, la cui costruzione è stata avviata da Georg Friedrich Heilmann[9];
- Sorgente romana[10];
- Il "Faubourg du lac" e la sua architettura[senza fonte].

## Società

### Evoluzione demografica
L'evoluzione demografica è riportata nella seguente tabella:
Abitanti censiti

### Lingue e dialetti
| %      | Ripartizione linguistica (gruppi principali) |
| ------ | -------------------------------------------- |
| 56,54% | madrelingua tedesca                          |
| 32,69% | madrelingua francese                         |
| 8,07%  | madrelingua italiana                         |

Logo

Bienne è ufficialmente un comune bilingue tedesco/francese. Le due lingue sono parificate in tutti gli ambiti, e la segnaletica stradale è interamente bilingue.

## Cultura

### Musei
- Centre Pasquart, centro di arte contemporanea[2];
- Photoforum Pasquart[2];
- Neuhaus, museo di arte e di storia[2] (storia dell'industria e dell'orologeria di Bienne, vita borghese nel XIX secolo, collezione cinematografica W. Piasio, Collezione Robert con acquarelli su flora e fauna[senza fonte];
- Schwab (preistoria e archeologia)[2];
- Omega (orologi e cronometraggio Omega)[2];
- Centro Müller, museo dell'industria[senza fonte]

### Eventi
Dal 2008 vi si svolgono annualmente gli Incontri di Bienne, un festival plurilingue per scrittori e traduttori che si svolge all'Istituto letterario svizzero.

## Geografia antropica

### Urbanistica
Nel 2004 Bienne ricevette il Premio Wakker per i miglioramenti urbanistici apportati alla città: «In questi ultimi dieci anni, la città di Bienne è riuscita a rivalorizzare i propri spazi pubblici e un patrimonio edificatorio unico ereditato dal XX secolo ma trascurato a lungo. Sono state create diverse piazze e zone pedonali, mentre numerosi edifici del secolo scorso sono stati vincolati e ristrutturati. Grazie ai concorsi di architettura, la qualità estetica delle nuove costruzioni è nettamente migliorata. Le autorità comunali cercano di indirizzare attivamente l'evoluzione urbanistica con l'acquisizione di determinate aree e cedendone il diritto di superficie».

### Quartieri

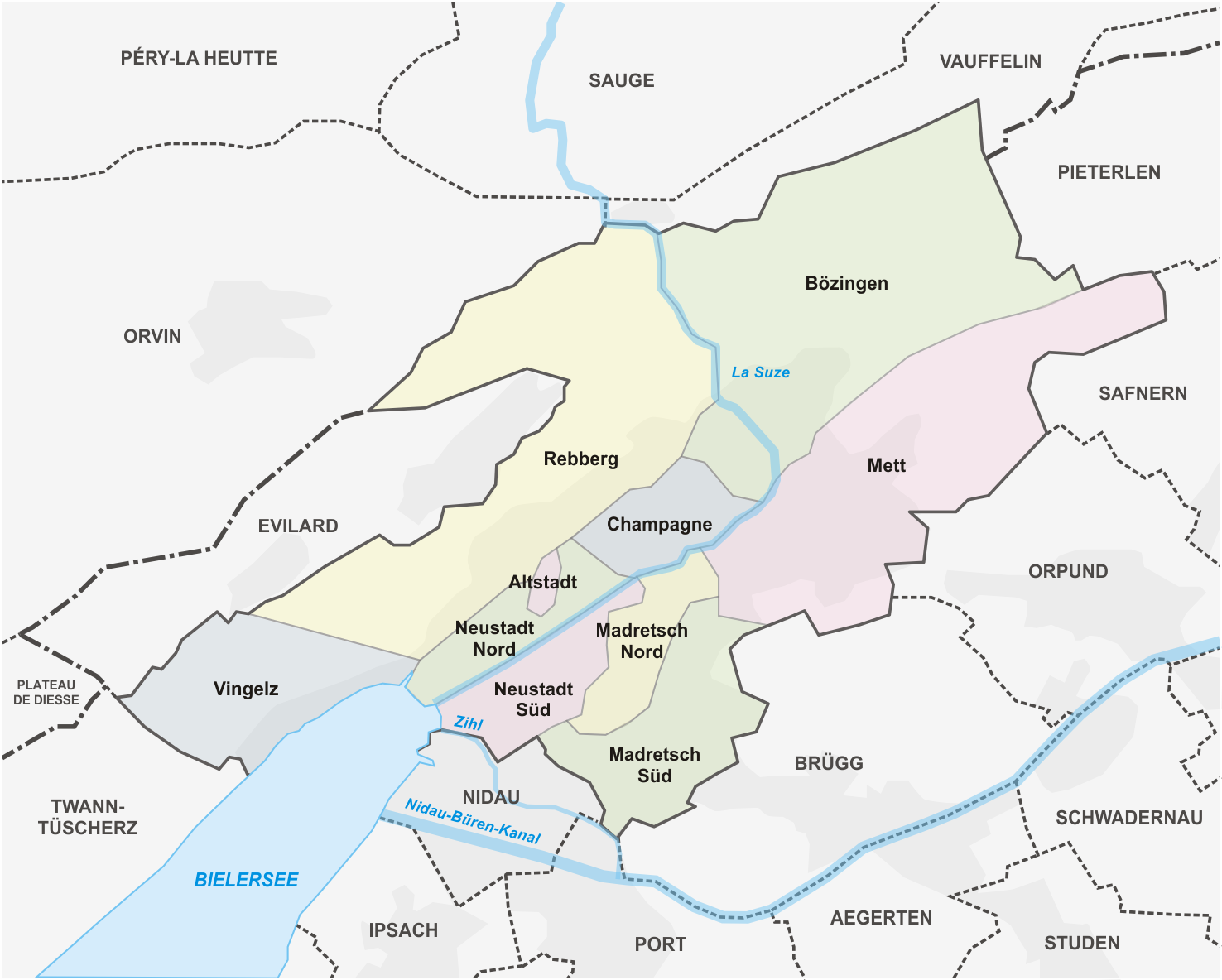
I quartieri di Bienne

I quartieri di Bienne sono:
- Altstadt
- Bözingen[6]
- Champagne
- Madretsch Nord[7]
- Madretsch Süd[7]
- Mett[8]
- Neustadt Nord
- Neustadt Süd
- Rebberg
- Vingelz[5]

## Economia
La regione del Seeland, pur essendo una zona economica estremamente dinamica e multiculturale in cui si parlano tedesco e francese, rimane tuttavia legata alle proprie tradizioni, in particolare all'artigianato dei fabbricanti di orologi. Qui si producono orologi famosi in tutto il mondo come Swatch, Omega, Rado o Rolex. L'industria orologiera e, in parte, anche l'industria di precisione si sono concentrate in questo territorio grazie a una rete di produttori, fornitori e scuole specializzate.
La regione ospita varie imprese svizzere come Feintool, Mikron e il Gruppo Swatch, ma anche numerose imprese estere come Harting, Festo, Movado Group, Fossil o La Montre Hermès. Inoltre, le sedi dell'Ufficio federale delle comunicazioni e di imprese come Orange, Sunrise, Swiss teletext TXT, Viasuisse, IXOS e SAP fanno di Bienne e del Seeland una roccaforte del comparto delle comunicazioni.

## Infrastrutture e trasporti

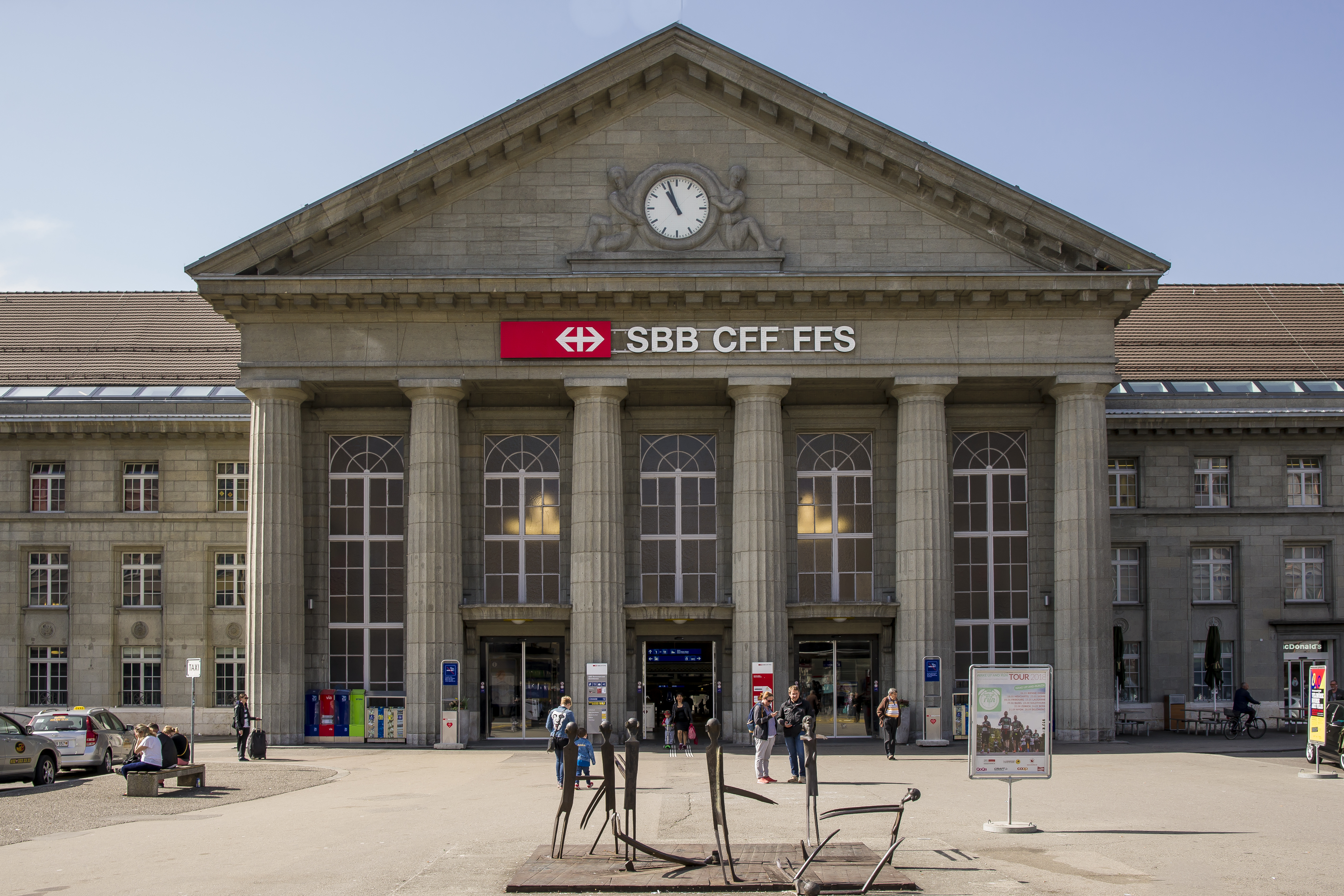
La stazione di Bienne

Storicamente agevolata nelle comunicazioni dalla presenza del lago, Bienne è servita dall'omonima stazione nella quale fermano servizi passeggeri operati da FFS e BLS.
Nel 2005 Bienne ricevette il riconoscimento principale del Prix Velo per le infrastrutture a testimonianza di una politica tesa a favorire la sicurezza dei ciclisti.

## Amministrazione
Ogni famiglia originaria del luogo fa parte del cosiddetto comune patriziale e ha la responsabilità della manutenzione di ogni bene ricadente all'interno dei confini del comune.

### Gemellaggi
- Pachino, dal 2007[senza fonte]

## Sport
Dal 1968 vi si tiene annualmente il Torneo scacchistico internazionale di Bienne, che è il torneo di scacchi più importante della Svizzera.